# 武田文和
武田 文和（たけだ ふみかず、1933年- 2022年4月3日）は、日本の外科医師。埼玉医科大学客員教授。がん疼痛治療の第一人者。

## 来歴
埼玉県熊谷市で出生。埼玉県立熊谷高等学校、群馬大学医学部医学科（昭和32年）卒業。
1973年、群馬大学医学部脳神経外科助教授。
1975年、埼玉県立がんセンター手術部長。
1989年、同センター病院長。
1993年、同センター総長。
1982年 - 2000年、WHO専門家諮問部会委員（がん疼痛担当）。『WHO方式がん疼痛治療法』の作成メンバーのひとり。
2000年、日本麻酔学会社会賞受賞。

## 著書
- ケーススタディ がんの痛みをとる！これならすべての医師が痛みを取り除くことができる